# Lahezis
Lahezis je v grški mitologiji ena od mojr. Njena naloga je, da meri ljudem nit življenja, ki jo sprede njena sestra Kloto. Ona namenja ljudem dolžino življenja in ona odloči, kdaj najstarejša sestra Atropa prereže nit in s tem konča življenje posamezniku.